# Бас
Бас је најдубљи мушки глас који заузима опсег од E до D1. Постоји више врста баса. Основна подела је на високи и дубоки бас, док се нпр. у италијанској музици разликују певачки бас (итал. basso cantante), смешни бас (итал. basso buffo) и ниски бас (итал. basso profondo).